# خربه
خربه (به لهستانی:  Herby) یک روستا در لهستان است که در گمینا خربه واقع شده‌است. خربه ۲٬۳۵۰ نفر جمعیت دارد.